# Dirt (альбом)
Dirt (с англ. — «Грязь») — второй студийный альбом американской рок-группы Alice in Chains, выпущенный 29 сентября 1992 года на лейбле Columbia Records.
Пластинка вышла в период расцвета гранжа, когда на верхних позициях американских хит-парадов находились альбомы сиэтлских групп Nirvana, Pearl Jam и Soundgarden. Alice in Chains со своей дебютной работой Facelift держались в стороне от альтернативной сцены и считались перспективной «металлической» группой, выступавшей на разогреве у Poison и Van Halen. Прорыв состоялся после того, как в фильме Кэмерона Кроу «Одиночки», посвящённом музыкальной сцене Сиэтла, прозвучала песня Alice in Chains «Would?». На волне повального увлечения гранжем новый альбом группы ожидали с особым интересом.
Сразу после выхода Dirt оказался на шестой позиции в хит-параде Billboard 200. Он был тепло принят музыкальным сообществом и вскоре получил «платиновую» сертификацию RIAA. Альбом стал серьёзным шагом вперёд по сравнению с предыдущей работой Alice in Chains: более сложным и запутанным, содержащим нестандартные размеры и замысловатые мелодии. Существенное влияние на музыкальную составляющую, за которую отвечал гитарист Джерри Кантрелл, оказали хард-роковые коллективы конца 1960-х — начала 1970-х (Black Sabbath, Led Zeppelin). Однако основной фокус внимания был прикован к откровенным текстам вокалиста Лейна Стейли, проходившего курс лечения от героиновой зависимости. Альбом был наполнен аллюзиями к пагубному пристрастию Стейли и, несмотря на стремление группы обнажить все ужасы наркозависимости, многими воспринимался в качестве пропаганды наркотиков.
Позже выяснилось, что вокалист Лейн Стейли так и не сумел преодолеть тягу к героину, из-за чего в 1994 году группа перестала гастролировать, а в 1996 году фактически прекратила существование. В 2002 году фронтмен был найден мёртвым в собственном доме после передозировки героина и кокаина. После смерти Стейли пластинка приобрела ещё более зловещий и пророческий характер. За Dirt закрепилась репутация одного из самых искренних, мрачных и депрессивных концептуальных рок-альбомов современности. Несмотря на последующее воссоединение Alice in Chains, Dirt признаётся вершиной их творчества и остаётся самым коммерчески успешным альбомом группы. Пластинка считается классическим гранжевым альбомом, оказавшим серьёзное влияние на становление и развитие жанра.

## Исторический контекст
Dirt по праву является шедевром, но Facelift не менее важен. Без него девяностые могли быть совсем другими.Стивен Хилл, Louder Sound

### Расцвет гранжа
В 1989 году сиэтлская рок-группа Alice in Chains, широко известная на региональной сцене, подписала контракт с крупным лейблом Columbia Records, стремившимся укрепить позиции среди любителей хард-рока. Дебютная пластинка группы Facelift вышла в 1990 году. Альбом привлёк внимание музыкальных критиков и заставил говорить об Alice in Chains как о «новых Black Sabbath». Масштабный концертный тур по США и Европе совместно с Extreme, Игги Попом и крупнейшими трэш-командами добавил группе поклонников. В 1991 году произошло знаковое для группы событие: клип «Man in the Box» приглянулся менеджерам музыкального канала MTV и попал в активную ротацию на телевидении. Продажи дебютного альбома стремительно возросли и к осени 1991 года он получил «золотой статус» RIAA. Видеоклип «Man in the Box» был номинирован на премии MTV Video Music Awards и «Грэмми», а Facelift был признан лучшим дебютным альбомом и лучшей рок-записью года.
Популярность Alice in Chains открыла дорогу другим коллективам из Сиэтла. Локальная андеграундная сцена в конце 1980-х годов была сосредоточена вокруг независимого лейбла Sub Pop, выпускавшего пластинки местных исполнителей, таких как Nirvana, Soundgarden и Screaming Trees. Alice in Chains оставались в стороне от этого движения, сразу подписав контракт с крупной звукозаписывающей компанией, однако их мрачное и депрессивное творчество было характерным для местной музыкальной сцены. На волне успеха «Man in the Box» крупные лейблы обратили внимание и на другие перспективные сиэтлские группы. Звукозаписывающей компании Geffen Records удалось переманить к себе Nirvana и в сентябре 1991 года вышел их второй альбом Nevermind. Продажи пластинки превзошли ожидания и к концу года составляли 400 000 экземпляров в неделю. Сингл «Smells Like Teen Spirit» не сходил с экранов MTV, заставив всех говорить о новом подстиле альтернативного рока — «гранже».
Музыкальная индустрия переживала стремительные изменения. На смену представителям классических стилей рок-музыки, таких как хэйр-метал, пришло новое поколение музыкантов. Гранж стал частью мейнстрима и начал вытеснять другие жанры. В начале 1992 года Nevermind поднялся на вершину чарта Billboard 200, сместив альбом Dangerous поп-звезды Майкла Джексона. Кроме Nirvana, в 1992 году на верхних строчках американского хит-парада очутились сиэтлские группы Pearl Jam со своим альбомом Ten (№ 2 Billboard 200) и Soundgarden с пластинкой Badmotorfinger (№ 39 Billboard 200). Что до Alice in Chains, в феврале 1992 года группа выпустила акустический мини-альбом Sap. Пластинка была записана при участии сиэтлских рок-музыкантов Энн Уилсон, Марка Арма и Криса Корнелла, но, несмотря на расцвет гранжевого движения, осталась практически незамеченной критиками и слушателями.

### Наркозависимость Лейна Стейли
У пришедшей к группе популярности была и обратная сторона: вокалист Alice in Chains Лейн Стейли пристрастился к героину. Наркотики часто соседствовали с музыкой и ранее: например, члены Mötley Crüe употребляли так называемую «пыль зомби», опасную смесь кокаина и снотворного «Хальцион», чтобы расслабиться в ходе утомительных гастролей. В отличие от кокаина, чья популярность достигла пика в 1980-е годы, определяющим психоактивным веществом начала 1990-х стал именно героин. Этот вид наркотика не был новинкой для рок-сцены, но именно группы из Сиэтла начали употреблять его массово. Изолированность региона располагала к депрессии, которую легко было побороть с помощью героина, вызывавшего чувство эйфории.
Среди завсегдатаев клуба Music Bank, где встретились основатели Alice in Chains Лейн Стейли и Джерри Кантрелл, были популярны марихуана, кокаин и ЛСД. Лейн Стейли познакомился с наркотиками в 13-летнем возрасте, а когда ему было двадцать, члены музыкальной группы Стейли впервые провели с ним психотерапевтическую интервенцию. В то же время, к героину Стейли и большинство музыкантов изначально относились негативно. Когда в 1990 году известный сиэтлский вокалист Эндрю Вуд умер в результате передозировки, музыканты Alice in Chains были искренне потрясены трагедией и посвятили предстоящий альбом его памяти. Знакомство Стейли с героином произошло во время тура Alice in Chains с Van Halen. Однажды после концерта у вокалиста и его подруги Демри Пэррот кончился кокаин; Демри ушла искать ещё дозу, а вернулась с героином. Продюсер Дэйв Джерден тоже обратил внимание на изменения в поведении Стейли во время гастрольного тура и поговорил с ним по душам. Фронтмен Alice in Chains был ошеломлён свалившейся славой и расстраивался, так как окружающие «считали его товаром». Позднее знакомые Демри из группы Jane's Addiction подтвердили Джердену, что именно она подсадила Лейна на героин.
После успеха Facelift менеджмент группы стал всё больше беспокоиться о состоянии вокалиста. Когда его сосед по комнате Деймон Стюарт устроился на работу в Sony Music A&R-менеджером, сотрудники лейбла часто интересовались, принимает ли Лейн наркотики. Узнав, что Стейли подсел на героин, один из менеджеров Alice in Chains Келли Кёртис покинул группу: «Сьюзан [Сильвер] и я работали с Alice in Chains вместе некоторое время, но я ушёл сразу, как только это началось. Мы потеряли Энди [Вуда] из-за героина, и с Alice in Chains происходило то же самое. У меня подрастала дочь, и я помню, что однажды Лейн держал её за руку и отключился. И я подумал, что больше не хочу заниматься этим. Он был классным парнем и все они были прекрасными ребятами, но над ними зависла чёрная туча, и это действительно повлияло на меня. Я это ненавидел». Сьюзан Сильвер пыталась убедить Стейли отказаться от наркотиков и вернуться к нормальной жизни. В конце 1991 — начале 1992 года она собрала отца вокалиста Джима Элмера, членов группы и представителя лейбла в своём офисе, чтобы провести терапевтическую сессию. Стейли был удивлён, но признал наличие проблем и согласился на лечение. В тот же день он впервые в жизни отправился в реабилитационную клинику Valley General Hospital в Монро, в которой в 1989 году лечился Эндрю Вуд.

## Работа в студии
Студия One on One
- 27 апреля — начало работы
- 29 апреля — 4 мая — перерыв в связи с беспорядками
- 7 мая — встреча с Рокки Шенком

Студия Eldorado
- 19 мая — начало работы, перенос материала из One on One, настройка аппаратуры
- 26 мая — запись дополнительных партий бас-гитары
- 29-31 мая — съёмки видеоклипа «Would?» в Сиэтле
- 3 июня — запись дополнительных гитарных партий
- 14 июня — фотосессия для обложки альбома
- 17 июня — запись вокала
- 13 июля — сведение
- 19 июля — фотосессия группы
- 29 июля — утверждение сведённого материала
- 5-7 августа — определение порядка песен и отправка на мастеринг[23]

Dirt — непоколебимое, брутально правдивое и, да, отчаянно «роковое» доказательство человеческой выносливости. Смею надеяться, что те, кто видел это своими глазами, уже преодолели все свои невзгоды. Нам нужно больше таких альбомов.Kerrang!

### Подготовка и лос-анджелесский бунт
К весне 1992 года у группы было всего пять законченных песен, включая «Rooster» и «Dirt», написанные во время концертного тура с Van Halen. Демоверсии были записаны в студии London Bridge под руководством продюсера Рика Парашара. Группа сумела убедить лейбл, что у них достаточно материала и можно приступать к записи второго альбома. Следующий месяц музыканты провели в активных репетициях, совместно работая над недостающими песнями. К моменту встречи с продюсером Дэйвом Джерденом все песни были практически готовы, недоставало лишь части текстов и вокальных гармоний. Джердену понравился материал и он дал добро на запись.
Джерри Кантрелл, Дэйв Джерден и A&R-менеджер группы Ник Терцо находились на разных концах Западного побережья США, поэтому первым делом они отправились на поиски студии звукозаписи. Alice in Chains хотели покинуть родной Сиэтл, чтобы отвлечься от местной обстановки и сопутствующих соблазнов. В то же время, им не нравился шумный Голливуд, где обитал Джерден. Группа и продюсер были согласны начать работу на «нейтральной территории», где-то между Сиэтлом и Лос-Анджелесом, и рассматривали Сосалито в качестве возможного варианта. Они решили осмотреть одну из местных студий, не раскрывая имени исполнителя, которого представляли, но получили отказ, так как помещение было зарезервировано за другим артистом. Рассматривался также вариант с Skywalker Sound, звукозаписывающим подразделением компании Lucasfilm, находящимся около ранчо Джорджа Лукаса в часе езды от Сан-Франциско, но от него пришлось отказаться ввиду дороговизны. В конечном счёте, Alice in Chains согласились переехать в Лос-Анджелес для работы в студии One on One. Группа сняла дом в горах Малибу и провела последние репетиции перед походом в студию.
27 апреля музыканты и персонал обосновались в студии One on One, но уже через два дня были вынуждены прервать работу. Суд присяжных Лос-Анджелеса вынес оправдательный приговор полицейским, избившим чернокожего Родни Кинга. Тысячи протестующих, не согласных с решением суда, вышли на улицы и устроили демонстрации, которые переросли в массовые беспорядки и погромы. За первую ночь погибло четыре человека и сто шесть было госпитализировано. Джерри Кантрелл оказался в самой гуще событий: «Я покупал пиво в магазине, когда туда ворвались несколько человек и начали грабить заведение. Потом я застрял в пробке и видел, как людей прямо на дороге вытаскивали из машин и избивали. Это всё выглядело довольно страшно и, безусловно, оказало влияние на общее настроение альбома». Члены Alice in Chains наблюдали за происходящим с самого начала на большом телевизоре в студии, прямо во время записи своих партий. Работа была приостановлена на неделю, пока беспорядки в городе не прекратились.

### Использованное оборудование
Звукоинженером альбома стал Брайан Карлстром, сотрудничавший с Дэйвом Джерденом и Alice in Chains во время записи дебютной пластинки. Тогда Джерден остался доволен результатом и предложил инженеру постоянную работу в своей студии. Одной из первых совместных работ стал альбом альт-рок-группы Mary’s Danish. Карлстром стремился проявить себя с наилучшей стороны и удивить продюсера. Он настроил звучание гитар с использованием оборудования малоизвестной компании Summit Audio, а Джерден был настолько впечатлён результатом, что заставил использовать такую схему для записи гитарных партий и впредь. Так как бюджет, выделенный на второй альбом Alice in Chains, был достаточно велик, Карлстром решил использовать оборудование Summit по максимуму. Он арендовал более тридцати наименований ламповых усилителей, предусилителей, компрессоров и эквалайзеров, проверил, как они будут взаимодействовать с музыкальными инструментами и микрофонами, и выбрал оптимальный вариант.
Запись песен и инструментов производилась с помощью микшерного пульта SSL 4000. Партии ударных записывались путём смешивания прямого сигнала с микрофонов, направленных на барабанную установку, а также многополосной акустической системы, которая обычно применяется не в студии, а во время живых выступлений. В дополнение к этому, по бокам установки находились 33-дюймовые кевларовые басовые динамики. Карлстром окружил барабаны целым набором микрофонов: Shure SM57 и AKG C451 для рабочего барабана, Altec 663A (так называемая «солонка») для бас-бочки, Sennheiser MD 421 и SM57 для том-томов, Neumann U87 над установкой, AKG C451 для райда и C24 в самом верху; по бокам стояли два Neumann M50, а в пяти метрах напротив бас-бочки — конденсаторный Neumann U47 FET.
Басовым партиям было отведено три дорожки. Первая содержала сигнал, пропущенный через классический басовый усилитель Ampeg SVT; вторая была отдана под педаль эффектов SansAmp производства Tech 21; на третьей записывался сигнал с лампового предусилителя со встроенным хорус-эффектом. Партиям ритм-гитары выделялось в среднем шесть дорожек, отдельно для левого и правого канала, а также для каждой из гитар Джерри Кантрелла. Для получения гитарного звука использовались двойной выпрямитель, предусилитель Bogner Fish, усилитель Hafler, кабинеты Marshall, а также миниатюрный гитарный усилитель Rockman для наушников, разработанный Томом Шольцем из группы Boston. Для сольных партий гитары применялся усилитель Matchless EC-30, а также стоваттный Marshall 1971 года выпуска. Ведущие вокальные партии Стейли записывались с помощью микрофона Neumann M49, а гармонии Кантрелла — на Telefunken 251 с использованием ламповых предусилителей, компрессоров и эквалайзеров Summit.

### Возобновление записи и её особенности
В один из первых дней Шон Кинни не появился в студии вовремя. Джерден позвонил барабанщику и через некоторое время тот приехал. От Кинни разило алкоголем; он выглядел так, будто всю ночь развлекался в голливудских клубах. Джерден хотел отправить барабанщика домой, но тот настаивал на записи. Группа сыграла «Rooster» и Кинни отыграл великолепно. По мнению Ивана Шили, на пластинке оказался именно этот дубль.
Работа в студии One on One возобновилась после прекращения беспорядков в Лос-Анджелесе в начале мая 1992 года. Студийные помещения использовались так же, как и во время записи Facelift: музыканты играли вместе в большой комнате, но гитарные и басовые усилители находились в отдельных помещениях, а вокалист располагался в собственной кабинке. Одной из первых записывалась песня «Sickman», которая должна была ускоряться в процессе исполнения. Дэйв Джерден сказал Карслтрому взять полтора такта барабанной партии и размножить её по всей песне, постепенно увеличивая скорость. Звукоинженер занимался нарезкой и копированием магнитной ленты на протяжении двух дней и сумел добиться нужного результата. Как выяснилось, Джерден использовал подобный метод ранее во время работы над альбомом My Life in the Bush of Ghosts Брайана Ино.
В первые же дни у Джердена возник конфликт с Майком Старром. Бас-гитарист потребовал, чтобы в Лос-Анджелес прилетел владелец сиэтлского музыкального магазина Иван Шили, который помогал ему при записи Facelift. Это произошло на следующий день после начала лос-анджелесского бунта, поэтому Шили отказывался лететь в охваченный беспорядками город, согласившись только после телефонного звонка менеджера Келли Кёртиса. Когда он прилетел к Старру, тот забыл его встретить в аэропорту, развлекаясь с очередной девушкой у себя в номере. Шили рассвирепел и поставил бас-гитаристу ультиматум: или тот завязывает с наркотиками и развлечениями, или Шили немедленно улетает. Майк согласился, и они вместе начали слушать демозаписи песен, чтобы придумать басовые линии. Шили вспоминал: «Я смотрел на песни так, будто это не я буду их играть, а кто-то другой… Представлял, будто я Джон Пол Джонс, записывающий первый альбом Led Zeppelin». Шили прошёлся со Старром по всем песням, кроме уже готовой «Would?», и создал басовые партии, опираясь на творчество Led Zeppelin и Black Sabbath. Шили и Джерден также запрограммировали педаль эффектов, определив звучание бас-гитары в альбоме. Группа хотела, чтобы Шили остался на целый месяц, но он улетел через неделю.
Гитарные партии записывать было проще всего, так как Джерри Кантрелл написал большинство песен и знал их от начала и до конца. Он поочерёдно играл партии для левого и правого канала на двух инструментах: электрогитаре G&L Rampage с использованием усилителя Bogner, а также Gibson Les Paul, пропущенной через Marshall. Для получения «транзисторного» звучания гитары, которое можно изредка услышать в альбоме, использовался усилитель Rockman и небольшая десятидюймовая колонка. Акустические партии были исполнены на классической гитаре, а также шести- и двенадцатиструнных гитарах Taylor. Из прочего оборудования Кантрелл предпочитал старые педали Vox, фланжер, а также «квакушку» Dunlop CryBaby, сконструированную специально для Джими Хендрикса и Джеффа Бека. После каждого из дублей Кантрелла Джердену и Карлстрому ничего не оставалось, кроме как переглядываться и утвердительно кивать. Звукоинженер вспоминал: «[Кантреллу] требовалось не более четырёх дублей для каждого из соло в альбоме. За первые пару попыток он определялся, что хочет сыграть, после чего безупречно исполнял свою партию».

### Вокальные партии Стейли и Кантрелла
Чтобы записать партии соло-гитары, наложения инструментов и вокал, группа переехала в студию Дэйва Джердена Eldorado Recording. Несколько дней ассистент Джердена Аннет Сиснерос переносила материал, записанный в One on One, на 48 дорожек в цифровом формате. Производство проходило гладко, за исключением инцидента с песнями Лейна Стейли «Hate to Feel» и «Angry Chair». Во время записи у них были рабочие названия «Rock On» и «Rockmanoff», или просто «Rockmanoff I» и «Rockmanoff II», и однажды Карлстром чуть было не перепутал плёнки и не стёр существенную часть вокала. В то время ещё не существовало программного обеспечения, позволявшего легко создавать резервные копии, и всё хранилось на магнитных лентах. Лишь в последний момент Карлстром проверил плёнки и обнаружил ошибку.
Майк Старр и Лейн Стейли были близкими друзьями. Однажды в студии они вместе закрылись в уборной и Лейн вколол Майку героин. Когда они вышли, Старру стало плохо и вырвало на ковёр на глазах у всех. Оказалось, что он попробовал героин впервые.
Они оба умерли от передозировки героина. Лейн Стейли в 2002 году, а Майк Старр — девятью годами позже..
Наибольшие сложности возникли при записи партий Лейна Стейли. Несмотря на пройденный курс лечения в реабилитационном центре, по возвращении у него случился рецидив; вокалист продолжал принимать наркотики прямо в студии. Джерден обратил внимание на то, что Стейли попросту не попадал в ноты и запретил петь, находясь в таком состоянии. После очередного неудачного дубля продюсер в сердцах выгнал вокалиста из студии. Менеджер группы Сьюзан Сильвер попыталась защитить своего подопечного, но Джерден был непреклонен. Ему было всё равно, чем музыканты занимаются в свободное время, лишь бы это не сказывалось на результате. В конце концов Джерден позвонил Стейли и извинился, после чего инцидент был исчерпан.
Вокалист вернулся в студию после недельной паузы. Окружающие не знали, перестал ли он употреблять героин вовсе или воздерживался накануне сессий, но голос наконец-то стал прежним. Карлстром говорил: «Героиновый наркоман не может просто так взять и перестать употреблять, однако же мы наконец начали получать требуемый вокал, причём вокал замечательный, мягко говоря». Для того, чтобы полностью погрузиться в атмосферу песен, Стейли попросил соорудить внутри студии звуконепроницаемую стену, за которой его не было видно. Внутри он устроил импровизированное святилище, поставив перед собой свечи, репродукцию «Тайной вечери» и банку с заспиртованным мёртвым щенком. В такой хмурой обстановке Стейли записал все свои партии.
Вначале записывались ведущие вокальные партии. Лейн Стейли приходил в студию уже с готовыми мелодиями, поэтому, за исключением небольших акцентов, запись не занимала много времени. Все свои партии Стейли дублировал; звукорежиссёры почти не использовали эффекты при обработке голоса, так как песни и так были насыщены вокальными слоями. Обязанности бэк-вокалиста были распределены между Стейли и Кантреллом, причём Лейн предпочитал импровизировать, выдумывая вспомогательные гармонии прямо на лету, а Кантрелл готовил свою часть заранее и ничего не менял в процессе пения. В отличие от сессий Facelift, где лидеры Alice in Chains присутствовали во время исполнения партий друг друга, при записи вокала для Dirt они ни разу не пересеклись.

### Сведение альбома
Во время микширования Лейн Стейли привёл в студию парня, у которого покупал наркотики. Джерден поставил Лейну черновой вариант «Rooster». Вокалисту понравилось услышанное, но его знакомый решил вмешаться: «Ну, я думаю, вам стоит…» Не успел Лейн сказать «Заткнись», как Джерден взорвался: «Ты кто, к чертям, такой? А ну проваливай из моей студии!». Затем он повернулся к Стейли и добавил: «Чтобы я твоих дилеров здесь больше не видел».
Сведение происходило с помощью того же микшерного пульта SSL, на котором были записаны партии, из-за чего Дэйву Джердену и Брайану Карлстрому не требовалось использовать дополнительное оборудование. Инженеры были ограничены 48 дорожками, поэтому время от времени им приходилось объединять треки и следить, чтобы ничего не выбивалось из общего звучания. Карлстром вспоминал: «Когда Дэйв занимался сведением, он фокусировался на эквалайзере. У него был потрясающий талант микшировать записи так, будто это живое выступление, вдыхать в них жизнь с учётом настроения». Для получения эффекта реверберации использовались аналоговые устройства Lexicon 224 и 480, а также цифровой дилей AMS.
Сведение заняло две недели. После этого Аннет Сиснерос выстроила утверждённые песни в нужном порядке и отправила альбом на мастеринг. Единственным исключением стала песня «Would?», записанная группой ранее в качестве саундтрека к фильму «Одиночки». Дэйв Джерден предложил несколько вариантов сведения, но ни один из них не устроил группу. Джерри Кантрелл решил вернуться в студию London Bridge в Сиэтле, где песня изначально была записана; там был создан окончательный микс «Would?», попавший в альбом.
Когда работа приближалась к концу, звукоинженер Брайан Карлстром чувствовал гордость за результат. Однажды он поставил сырую версию «Rooster» своему ассистенту и сказал, что песня обречена стать хитом. Ему также нравились «Angry Chair», «Down in a Hole» и «Rain When I Die». Но когда сведение было завершено и Карлстром несколько раз прослушал материал, его настроение изменилось: ему стало казаться, что все песни звучат одинаково и что он провалил поставленную задачу. Звукоинженер ожидал, что после выхода альбома его будут критиковать и никогда больше не доверят такой серьёзный проект. Впечатления Дэйва Джердена также были неоднозначными. С одной стороны, он признавал, что альбом стал «одним из лучших моментов в жизни». В то же время, он сожалел, что накричал на Лейна Стейли во время записи, и к концу студийных сессий его отношения с участниками группы испортились.

## Особенности пластинки
Dirt — это мрачная психоделия, задумчивая хроника адской наркозависимости с медленными ритмами в духе Black Sabbath.Entertainment Weekly

### Хард-роковое звучание
В отличие от дебютного альбома Facelift, большинство песен которого написал гитарист Джерри Кантрелл, Dirt стал результатом совместной работы. За месяц до записи у группы было готово лишь пять композиций, поэтому музыкантам пришлось запираться на репетиционной базе и ежедневно джемовать, чтобы придумать недостающие песни в срок. В такой атмосфере у каждого из музыкантов, несмотря на разные музыкальные пристрастия, была возможность внести свой вклад. Даже Лейн Стейли, до этого не бравший в руки гитару, записал на четырёхдорожечный магнитофон две песни, которые понравились группе — «Hate to Feel» и «Angry Chair». Лейн Стейли отмечал, что мелодизм альбома стал следствием смешения стилей и пристрастий музыкантов: ему нравились Slayer и Black Sabbath, другим музыкантам — Led Zeppelin или Rush, Джерри Кантрелл был фанатом гитарной музыки. Тем не менее, несмотря на совместные репетиции, основным генератором музыкальных идей продолжал оставаться Джерри Кантрелл. Говоря о роли гитариста в творческом процессе Alice in Chains, Брайан Карслтром сравнивал его с Питом Таунсендом, который написал большинство песен The Who. Сам Кантрелл скромно отмечал, что «Dirt — это лучший альбом, который я мог сделать с лучшими музыкантами из тех, кого я знаю». При этом Кантрелл не был хорошо знаком с теорией музыки, гаммами и аккордами, и большая часть песен была создана «интуитивным» путём: он придумывал риффы и партии прямо за инструментом и оттачивал их в процессе исполнения, пока не достигал приемлемого и естественного звучания.
За прошедший год группа стала популярной и успешной, но вместе с этим музыкантам пришлось пережить ряд негативных эмоций, связанных с усталостью и наркотиками. Джерри Кантрелл отмечал, что музыка стала способом выплеснуть свою злость: «Когда я пишу, обычно я ощущаю ненависть, отсутствие равновесия, но я пытаюсь выговориться посредством своей музыки. Вместо того, чтобы сдерживать чувства внутри себя, мы даём им волю в нашей музыке. Она выходит из твоего тела, из твоей души и обретает форму. Мне нравится брать что-то уродливое и создавать из этого красоту. Я думаю, что это тёмный альбом и очень жёсткий, но в то же время он чертовски красив».
Автором и исполнителем большинства гитарных партий оставался Джерри Кантрелл. Брайан Карслтром был впечатлён мастерством и уверенностью гитариста: «Очевидно, в альбоме было много технически сложных моментов, но записывать его [Кантрелла] было легче всего. Его основным достоинством было чувство вкуса, потому что он играл мелодии, чего вы не дождётесь от 99 % гитаристов». На Dirt гитары были настроены на полтона ниже по сравнению с классическим «испанским строем». Такая техника позволяла достигать более тёмного и мрачного звучания и использовалась многими рок-гитаристами, включая Эдди Ван Халена, Джими Хендрикса и Нуно Бетанкура. Хотя зачастую строй опускали для упрощения вокальных партий, Кантрелл делал это исключительно для того, чтобы добиться более «примитивного» звучания. В трёх песнях, включая открывающую альбом «Them Bones», шестая струна была дополнительно опущена ещё на тон, что в сочетании с и так имевшимся понижением частоты давало гитарный строй Drop D♭. Этот приём Кантрелл позаимствовал из песен Van Halen, таких как «Unchained», но он также широко применялся другими сиэтлскими группами, включая Soundgarden. Гитарные риффы к композициям «Hate to Feel» и «Angry Chair» написал Лейн Стейли.
Ещё в дебютном альбоме Лейн Стейли и Джерри Кантрелл демонстрировали необычное взаимодействие ведущего солиста и бэк-вокалиста. Показательной была песня «Man in the Box», в припеве которой голоса Стейли и Кантрелла сначала перекликались, исполняя строки поочерёдно, а затем гармонично сливались. На Dirt вокальные партии стали ещё более причудливыми. Лейн Стейли применял новую технику наложения голоса: сначала исполнял заранее подготовленную основную партию, а затем поверх этого импровизировал, добавляя дополнительные мелодии, которые «слышал в своей голове». Так, песня «Angry Chair» содержит шестнадцать слоёв, включая три для основного голоса, три для дополнительного, три для вспомогательных гармоний и так далее. Ещё одну артистическую находку Лейн продемонстрировал в песне «God Smack», где его голос дрожит, имитируя эффект «тремоло» колонки Лесли. Никто из персонала студии не знал, как вокалист добился такого результата, потому что Стейли не было видно за ширмой. Что до второго вокала, Джерри Кантрелл признавался, что черпал вдохновение в классических произведениях, которые он исполнял в юности в школьном хоре, начиная от классических акапельных работ XIV века и заканчивая сочинениями Белы Бартока. Получившиеся в результате вокальные гармонии Кантрелл считал фирменной особенностью группы.

### Откровенные тексты
Джерри Кантрелл оценивал имевшийся материал как «сверхмощный, очень тяжёлый лирический контент». Гитарист отмечал, что в промежутке между двумя альбомами группа совершила настолько же впечатляющий артистический прорыв, как и Nirvana, выпустившая после Bleach свой шедевральный Nevermind: «Dirt, от начала и до конца, это сплошная битва. [Альбом] красивый, капризный, никаких долбаных ограничений и никаких ударов исподтишка. Прекрасный, мрачный и уродливый одновременно». Материал альбома стал намного мрачнее, чем в Facelift. Кантрелл говорил: «Мы провели много самоанализа во время работы над альбомом. В нём очень много сильных чувств. Посредством музыки мы имеем дело со своими демонами. Мы очищаемся от нашего яда, когда играем музыку».
Основной темой альбома стали наркотики, в особенности — героин, и их влияние. Шон Кинни отмечал: «Наркотики брали над нами верх. Мы употребляли всё, что попадало нам в руки, и настолько много, сколько могли. И это определённо начало работать против нас. Эта запись… в точности описывает, что мы делали и через что прошли. В ней то, что творилось в наших головах в то время». Текст песен «Sickman» (с англ. — «Больной») и «Junkhead» (с англ. — «Наркоман») родился у Лейна Стейли во время пребывания в реабилитационной клинике. Дэйв Джерден отмечал: «Эти песни пришли из реальной жизни. Они были написаны не для коммерческого потребления. Их автор прополз две мили по ржавым лезвиям. И это ощущается в песнях — беспокойство, мучения, физические и душевные страдания». Стейли был предельно откровенен, его тексты не оставляли места для двоякого толкования: «Мы — элита; укурки, наркоманы и уроды», «Высунь руку для настоящего веселья». Позже вокалист выражал сожаление по поводу слишком искренних текстов и объяснял, что не хотел идеализировать наркотики в глазах поклонников группы. Джерри Кантрелл оправдывал Стейли: «Мы все тусовались вместе, поэтому если вы показываете пальцем на Лейна, то показывайте и на нас тоже. К сожалению, он — ведущий вокалист, и он всё это вложил в свои песни. Я всегда считал это огромной смелостью и поддерживал его. Мы всегда поддерживали друг друга и шли вместе до конца, и в хорошем, и в плохом».
Остальной материал в альбоме не имел отношения к наркотикам. Лейн Стейли объяснял, что у песен не было однозначной трактовки: «Наше отношение к своим песням… и их значение менялись день ото дня…, в зависимости от того, на каком этапе жизни или карьеры мы находились». В то же время, одной из основных тем, объединявших эти песни, были болезненные взаимоотношения между людьми, плохое отношение к окружающим, чувство вины и то, как это мешает решению собственных проблем. Написанные Джерри Кантреллом песни носили очень личный характер. Например, «Rooster» был написан в честь отца музыканта, который прошёл войну во Вьетнаме. Эту песню Кантрелл придумал ещё в 1991 году, когда, временно оставшись без жилья, провёл несколько недель в доме менеджера группы Сьюзан Сильвер и её мужа Криса Корнелла из Soundgarden. Другой автобиографичной песней стала «Them Bones», навеянная воспоминаниями гитариста о своём детском страхе смерти: «Она [песня] немного саркастическая, но зато объясняет, как относиться к тому, что все мы смертны. Каждый из нас когда-нибудь умрёт. Вместо того, чтобы бояться, смиритесь с этим и наслаждайтесь тем временем, что вам отведено». В целом, несмотря на мрачность поднятых тем, музыканты не хотели, чтобы альбом оставлял ощущение обречённости. Основной посыл пластинки был в обратном: «Загляни в глаза своим страхам и продолжай жить». Несмотря на то, что пластинка записывалась в разгар общественных волнений в Лос-Анджелесе, политический подтекст в ней полностью отсутствовал.

### Концепция альбома
Dirt является наполовину концептуальным альбомом. Пять песен во второй части пластинки — от «Junkhead» до «Angry Chair» — были выстроены в определённом порядке, являясь частями общей истории. В то же время, Кантрелл подчёркивал, что эти песни написаны не о наркотиках, а о том, как изменяется поведение человека в подобной ситуации. Хотя в первых песнях лирический герой видит в употреблении героина нечто позитивное, в дальнейшем его мироощущение меняется и он понимает, что допустил ошибку, связавшись с наркотиками. Лейн Стейли подтверждал концептуальный характер альбома, но выстраивал другую последовательность композиций:
Около пяти песен объединяются в общую историю человека, который перенёс мучения и потрясения, начал употреблять наркотики для облегчения боли и посчитал, что сумел справиться с проблемами. По ходу следующих песен он приближается всё сильнее и сильнее к аду, и затем выясняет, что наркотики не могут и никогда не могли облегчить эту боль. Это начинается с песни «Dirt», затем «Junkhead», «Sick Man», «Angry Chair» и «Hate To Feel». На следующем издании они будут идти друг за другом; мы задумывали поместить их на одной стороне в виде истории, но звукозаписывающая компания облажалась. Вот почему вокруг концепции альбома столько недоразумений. По сути, это целая история последних трёх лет моей жизни.

#### Первая часть
1. Пластинку открывает песня «Them Bones», написанная о страхе смерти. «В какой-то из дней мы просто станем большой старой кучей костей» — рассуждал Джерри Кантрелл. Он хотел показать, что каждый человек, вне зависимости от веры в существование загробного мира, когда-нибудь умрёт и всё, что с ним происходило на протяжении жизни, просто исчезнет навсегда. Основной рифф, написанный в смешанном размере 7/8, был придуман ещё в 1990 году, во время турне «Битва титанов». Вступление переходит в медленный и тяжёлый бридж, за которым следует короткий припев. По словам гитариста, песня состоит из трёх основных частей, а соло служит «впрыском топлива», возвращающим слушателя обратно к припеву.
2. В песне «Dam That River» поётся о злости на друзей. Кантрелл написал её про Шона Кинни, с которым они подрались несколько лет тому назад. Во время ссоры Кинни разбил о голову гитариста кофейный столик, а Кантрелл в отместку написал эту песню. Позднее он признавался, что, несмотря на происхождение композиции, её не стоит воспринимать буквально: «Хотя большинство текстов носят личный характер, мы все относимся к ним по-разному. Каждый видит в них своё значение и это круто. Мне это нравится. Я не люблю, когда всё очень конкретно. Иногда края должны быть размыты. Не читайте строки по отдельности, а смотрите на весь текст, как на картину. Вы видите то, что вы видите». Как и «Them Bones», эта песня сыграна в более тяжёлом гитарном строе Drop D♭.
3. В отличие от большинства песен Alice in Chains, у которых есть один основной автор, «Rain When I Die» была написана совместно Джерри Кантреллом и Лейном Стейли. Во время репетиций лидеры группы поссорились, так как каждый настаивал на своём варианте текста. В итоге они пришли к компромиссу: Кантрелл спел первую половину строки со своим текстом, а Стейли — вторую половину той же строки со своим, и так далее. Финальный результат получился составленным из двух песен, каждую из которых «разрубили напополам»; в одной из них Кантрелл пел о девушке, в которую влюблён, а в другой Стейли — о подруге, с которой не мог поладить. Песня начинается с плотной басовой линии, поверх которой наслаиваются несколько гитарных партий, насыщенных эффектами wah-wah и гитарными бендами. Основной рифф исполняется в пониженном гитарном строе Drop D♭ на открытой шестой струне и на 15-17 ладах пятой струны с использованием тремоло-системы. Вся мощь вокала Стейли раскрывается в припеве, где он поёт «I think it’s gonna rain / When I die» (с англ. — «Я думаю, что когда я умру, будет идти дождь»).
4. В песне «Down in a Hole» поётся об испорченных отношениях между близкими людьми. Джерри Кантрелл посвятил её своей давней возлюбленной. По его словам, в песне говорится о том, что «нам обоим сложно понять, что эта жизнь не способствует успеху длительных отношений». Это наиболее медленная и лирическая композиция с пластинки и одна из первых рок-баллад, написанных Alice in Chains. За акустическим вступлением и несколькими куплетами следует затяжная и мрачная концовка, в которой дуэт вокалистов исполняет характерные гармонии на фоне гитарного проигрыша. Джерри Кантрелл до конца не был уверен, что песня понравится группе и попадёт на пластинку, но музыканты оказались от неё в восторге. Тем не менее, под влиянием общего настроения пластинки, многие восприняли песню не как любовную лирику Кантрелла, а как ещё один эпизод признаний Стейли о злоупотреблении наркотиками.
5. Песня «Sickman» родилась после того, как Стейли попросил Кантрелла написать «самую тёмную, чокнутую, офигенную и тяжелейшую вещь из всех возможных». Гитарист написал музыку, собрав воедино несколько риффов, не слишком согласованных друг с другом. К удивлению Кантрелла, Майк Старр и Шон Кинни помогли доработать песню и в таком виде показали её Лейну Стейли, а вокалист придумал текст, не менее «чокнутый», чем музыка. По ходу композиции её темп, размер и общее настроение меняются несколько раз, от резких и тяжёлых гитарных риффов в начале до спокойного и неторопливого завершения.
6. Песня «Rooster» написана и названа в честь отца Кантрелла, который участвовал во Вьетнамской войне; его фронтовым прозвищем было «Задира» (англ. Rooster). В песне отражены чувства солдата, который прошёл через все ужасы войны и выжил. Несмотря на то, что Кантрелл-старший предпочитал не обсуждать эту тему с сыном, песня ему понравилась, хотя он и отмечал, что никому не пожелал бы пройти через то, что довелось испытать самому. В более широком смысле, песня написана о неосознанном влиянии семьи и родителей и связанном с этим чувстве вины. На фоне остальных композиций пластинки, пронизанных ощущением обречённости, «Rooster» выделяется своим оптимизмом в отношении судьбы главного героя. Песня начинается с акустического вступления и завывающего вокала Джерри Кантрелла, но к припеву превращается в эпическое произведение со мрачным и насыщенным звуком врывающихся электрогитар.

#### Вторая часть
7. Вторая половина пластинки начинается с песни «Junkhead», первой из выстроенных в ряд композиций, посвящённых наркозависимости. «Всё начинается с наивного отношения к наркотикам в „Junkhead“, как будто наркотики — это здорово, секс — это замечательно, рок-н-ролл и всё такое! Но затем это прогрессирует и ты начинаешь осознавать, чем это является на самом деле, и что всё не так, как изначально казалось» — объяснял замысел группы Джерри Кантрелл. Стейли признавался, что песня была написана в тот период, когда наркотики ему действительно помогали и не вредили ни карьере, ни отношениям. Фраза «Junk Fuck», звучащая в начале композиции, принадлежит Шону Кинни; её случайно записали в студии и решили оставить в альбоме. «Junkhead» стала одной из самых обсуждаемых песен с Dirt, так как в отрыве от общей концепции её часто воспринимали как прямой призыв к употреблению наркотиков.
8. Музыку к песне «Dirt» Джерри Кантрелл придумал ещё за полтора года до записи, во время концертного тура в поддержку Facelift. Лейн Стейли написал текст, который адресовал своей девушке: «Эта песня об отношениях с человеком, который злится на меня и обращался со мной, как с дерьмом. Похоже, песня стала единственным способом донести до неё проблему и объяснить, как я себя чувствую. Но песня также и о том, как дерьмово я относился к этому человеку. И это помогает, знаете ли». Композиция содержит метафоры самоубийства и погребения заживо, поэтому иногда считалась проявлением агонии главного героя, чья жизнь была разрушена наркотиками и теперь он хочет умереть.
9. В песне «God Smack» протагонист начинает осознавать, что не может справиться со своими проблемами самостоятельно. Песня была написана в разгар увлечения Лейна Стейли героином и рассказывала обо всех сумасшедших вещах, происходивших с ним. Джерри Кантрелл назвал этот период в жизни группы «волшебными и неудержимыми временами». Откровенный текст не оставлял сомнений в том, что именно двигало музыкантами при создании альбома, а с учётом последующей судьбы Лейна Стейли и вовсе воспринимался как очень точный и пророческий: «What in God’s name have you done? / Stick your arm for real fun / So you sickness weighs a ton / And God’s name is smack for some» (с англ. — «Что ты сделал во имя Бога? Вытяни руку для настоящего веселья. Теперь твоя болезнь весит целую тонну и у Бога лишь одно имя — „героин“»). В песне поднимался важный аспект зависимости: наркотики становятся подобием религии, и им поклоняются подобно Богу. Резкое и скрежещущее звучание гитар, призванное отразить мучительное состояние наркомана, было характерным для сладж-метала, расцвет которого пришёлся на первую половину 1990-х.
10. 43-секундная интерлюдия была создана на основе гитарного риффа, который раздражал всех членов группы; Кантрелл записал её в обмен на обещание больше никогда не играть этот рифф. Вокальную партию с текстом, являющимся отсылкой к сэббэтовской «Iron Man», исполнил Том Арайа. Приглашение вокалиста Slayer показало, что обе группы, несмотря на различия в стиле, являлись частью большей музыкальной сцены, сформированной под влиянием Black Sabbath.
11. «Hate to Feel» стала одной из двух песен, музыку и слова к которым написал Лейн Стейли. Джерри Кантрелл описывал её как тяжёлую гитарную композицию с откровенным текстом: «Мы не занимаемся ерундой, когда пишем музыку, а заставляем друг друга вслух говорить о том, о чём нужно говорить. Мы всегда и полностью за то, чтобы не держать это в себе». К этому моменту лирический герой полностью осознаёт, что он ошибся, связавшись с наркотиками. Если раньше героин позволял ему чувствовать себя счастливым и свободным, то теперь герой песни полностью зависим от него. Песня начинается с гитарного риффа, напоминающего зеппелиновскую «Dazed and Confused»; Джерри Кантрелл признавал влияние британской рок-группы, но считал это не прямым заимствованием, а «вдохновением». «Hate to Feel» постоянно переключается с простых неторопливых аккордов куплета к резкому и отрывистому куплету, создающему неустойчивое, тревожное ощущение. По мнению Филиппа Уайлдинга (Classic Rock), песня точно отражала состояние Стейли, «ядовитого, измученного и озлобленного на собственные жалкие неудачи».
12. Завершает концептуальную историю песня «Angry Chair», в которой слушатель ещё раз осознаёт все ужасы наркозависимости. Её автором также стал Лейн Стейли, и Кантрелл очень гордился тем, что его друг стал расти как композитор и гитарист. Незамысловатые аккорды лишь подчёркивали ошибки основного героя и отсутствие надежды на исцеление. Гитарное соло в «Angry Chair» Кантрелл считал одной из своих худших работ, но группа убедила его, что оно идеально подходит мрачному настроению песни. Обычно при записи своих партий Кантрелл сначала некоторое время импровизировал, чтобы затем выбрать правильный вариант и сыграть его, однако в этом случае Лейн Стейли настоял на том, чтобы в финальную версию попал самый первый дубль. По мнению гитариста, соло создаёт впечатление «потери равновесия, как будто падаешь с лестницы и приземляешься на ноги».
13. Заключительная песня альбома «Would?» посвящена вокалисту группы Mother Love Bone Эндрю Вуду, скончавшемуся от передозировки героина в 1990 году. Кантрелл часто общался с Вудом, и поэтому был огорчён тем, что после его смерти многие незнакомые люди осуждали его образ жизни. Гитарист считал, что можно сожалеть о том, как люди распоряжаются своей жизнью, но их нельзя за это винить. «So I made a big mistake / Try to see it once my way» (с англ. — «Да, я допустил большую ошибку. Но попробуйте хоть раз взглянуть на это моими глазами») — поёт Стейли. Композиция строится вокруг партии бас-гитары, к которой присоединяются ритм-гитара, звучащая на чистом звуке, и ведущая гитара, искажённая эффектом «дисторшн». К спокойному голосу Кантрелла в куплете добавляется более высокий вокал Стейли, который в припеве превращается в отчаянный крик. Завершается песня — а с ней и весь альбом — внезапно, на тревожном и диссонирующем аккорде D7♯9, памятном по вступлению к песне Cream «I Feel Free». Со временем эта мелодичная песня, не самая типичная для Alice in Chains из-за своего оптимизма и жизнерадостности, стала одной из визитных карточек группы.

#### Невошедшее
В альбом не вошла композиция «Fear the Voices», написанная Майком Старром. Как и «Would?», а также большинство материала из акустического мини-альбома Sap, она была создана для фильма «Одиночки». Режиссёр Кэмерон Кроу не использовал эту композицию в саундтреке, но Старр настаивал, чтобы она попала на второй полноценный альбом группы. Дэйв Джерден потратил на «Fear the Voices» едва ли не больше всего студийного времени, однако Шону Кинни и Джерри Кантреллу песня не нравилась. Она так всем надоела, что её прозвали «Мёртвой мышью Майка Старра». «Представьте, что ребёнок приносит в школу мёртвую мышь, показывает её всем, ухаживает за ней, а она настолько грязная и отвратительная, что никто не хочет больше смотреть на неё» — вспоминал продюсер. В конечном счёте, хотя песня и была записана, в альбом она не попала. Лишь в 1999 году она была опубликована в сборнике Alice in Chains Music Bank: Джерри Кантрелл признавался, что песня была неплохой, но не соответствовала мрачному настроению Dirt.

## Выпуск и продвижение
Dirt чудовищно мрачен и во многом напоминает потрескавшийся, призрачный пейзаж с обложки.AllMusic

### Альбом и синглы
Первой из песен Dirt была выпущена «Would?», вошедшая в саундтрек к романтической комедии Кэмерона Кроу «Одиночки» — Singles: Original Motion Picture Soundtrack, выпущенный в конце июня 1992 года. Кроме неё, на пластинке были представлены песни других сиэтлских исполнителей, включая Pearl Jam, Mother Love Bone, Soundgarden, Mudhoney и Screaming Trees. Альбом был выпущен на фоне доминирования Nevermind Nirvana и Ten Pearl Jam в американских чартах и давал более широкое представление о «сцене Сиэтла». Пластинка стала одним из наиболее продаваемых саундтреков 90-х годов. 9 октября 1992 альбом получил «платиновый» статус RIAA, а 10 октября достиг шестой позиции в чате Billboard 200. Песня «Would?» также вышла отдельным синглом и к 19 сентября 1992 года достигла 31-го места в чарте Hot Mainstream Rock Tracks.
Альбом Dirt вышел на лейбле Columbia Records в последнюю неделю сентября. 17 октября 1992 года он появился в чарте Billboard 200 и сразу попал в верхнюю десятку, где уже находились Ten Pearl Jam и саундтрек к «Одиночкам». Dirt стартовал с шестой позиции и оставался в американском хит-параде на протяжении 102 недель. К 9 декабря 1992 года было продано более миллиона экземпляров, что сделало пластинку «платиновой» по версии RIAA. На протяжении следующих лет альбом стал «четырежды платиновым» в США (24 мая 2000 года было продано более четырёх миллионов копий), «платиновым» в Канаде и «золотым» в Великобритании.
В поддержку альбома было выпущено пять синглов, каждый из которых сопровождался выходом видеоклипа. Помимо вышедшего ещё летом 1992 года «Would?», Alice in Chains выпустили синглы «Them Bones», «Angry Chair», «Rooster» и «Down in a Hole». Наивысших позиций в чарте Hot Mainstream Rock Tracks достигли «Rooster» (7-е место, 24 апреля 1993 года) и «Down in a Hole» (10-е место, 11 декабря 1993 года).
В 1993 году Alice in Chains были номинированы на «Грэмми» в категории «Лучшее хард-рок исполнение», но уступили группе Red Hot Chili Peppers с песней «Give It Away». В то же время видеозапись исполнения песни «Would?» из фильма «Одиночки» получила премию MTV Video Music Awards в номинации «Лучшее видео из фильма».

### Обложка
Автором обложки стал Рокки Шенк, работавший с группой со времён Facelift. Фотограф присутствовал в студии в самый первый рабочий день, 27 апреля, а через две недели — 7 мая — пришёл ещё раз, чтобы послушать готовый материал. Музыканты уже тогда начали обсуждать возможные варианты обложки. Им приглянулась идея с обнажённой женщиной, наполовину похороненной среди пустыни, ещё живой или уже мёртвой. После этого начался подбор модели для фотосъёмки. Рокки Шенк предложил попробовать Мэрайю О’Брайен, которую он снимал для обложки сингла «Bitch School» пародийной рок-группы Spinal Tap, и группа утвердила её кандидатуру. Фотосъёмка прошла 14 июня 1992 года в голливудской студии Рокки Шенка. Специально для этого на полу были созданы декорации, имитирующие пустыню, а также миниатюрные горы, вырезанные на фоне из застывшей пены. В середине конструкции, которая возвышалась на деревянных ящиках, был сделан вырез для модели. У Мэрайи О’Брайен была короткая причёска, поэтому для съёмки подобрали подходящий парик. Когда сессия была закончена, О’Брайен покинула своё место, оставив парик лежать на прежнем месте. Шенк не удержался и сделал несколько кадров на том же фоне, с волосами, одиноко лежащими вокруг отверстия в «пустыне»; одна из этих фотографий попала в бокс-сет Music Bank, выпущенный в 1999 году.
После того, как альбом вышел в свет, многие думали, что на обложке изображена подруга Лейна Стейли Демри Пэррот. Эти слухи раздражали её, так как приходилось оправдываться, что на обложке изображена не она. «Иногда люди верили ей, иногда нет. Она была бы рада, если бы группа выбрала актрису, не настолько похожую на неё, но они поставили её в дурацкое положение и ей было очень обидно» — вспоминала мать Демри Кэтлин Остин. На вопрос о смысле, вложенном в обложку Dirt, Джерри Кантрелл отвечал: «Вы можете спросить у каждого из нас четырёх, что она значит, и получите разные ответы». Лейн Стейли считал, что обложкой он отомстил девушке, про которую написана одноимённая песня. «По сути, она похоронила мою задницу, так что модель на обложке — это изображение этой девушки, которую засосало в грязь вместо меня. На картинке изображена её точная копия, хотя мы так не задумывали. Вообще-то, я был довольно зол, когда увидел обложку впервые, и она тоже. Это было так реалистично, что даже страшно» — объяснял Стейли.
Музыкальные обозреватели обратили внимание на то, что обложка хорошо соответствовала общему настроению альбома. Стив Хьюи из AllMusic сравнивал мрачное содержание альбома с «потрескавшимся, призрачным пейзажем», изображённом на фотографии. В журнале Classic Rock альбом назвали «бесконечно безрадостным» во всех компонентах, включая текст, музыку и обложку. Наконец, описывая снимки Шенка, в журнале Revolver отметили, что ни одна из его предыдущих работ с Alice in Chains, включая обложку Facelift и клип «We Die Young», не была настолько же «жуткой и едкой», как фотографии, снятые для Dirt.

### Видеоклипы
Первый видеоклип был снят на песню «Would?», написанную специально для фильма «Одиночки». Режиссёром стал Джош Тафт, уже известный группе по работе над концертным видео Live Facelift. 29 мая 1992 года музыканты Alice in Chains покинули студию на несколько дней, чтобы принять участие в съёмке в Сиэтле. Видеоклип включал в себя чёрно-белые псевдодокументальные кадры, снятые на фоне постера «Одиночек», а также цветные фрагменты выступления Alice in Chains, отснятые в местном клубе Under the Rail. Майку Старру подобрали белую бас-гитару Spector, похожую на его личный инструмент, оставшийся в студии в Лос-Анджелесе; также пришлось соединить два ремня, чтобы бас-гитара висела на уровне колен. Джерри Кантрелл играл на коричневой электрогитаре Gibson Les Paul, а не на привычной G&L Rampage, которую можно увидеть в фильме. Состояние Лейна Стейли оставляло желать лучшего: однажды в разгар съёмок он покинул площадку, чтобы якобы покормить свою кошку, но все понимали, что ему нужна очередная доза. У Тафта остались смешанные впечатления: «Это была не самая приятная ночь в моей жизни… Совсем не похоже на то, как мы работали раньше [над Live Facelift], будто вся их наивность куда-то ушла, всё стало сложнее… Я считал Джерри своим другом и видел, с чем ему приходилось сталкиваться, чтобы двигаться вперёд. Помню, мне было его немного жаль, ведь всё выглядело так, что это продолжится в том же духе».
Режиссёром следующего видеоклипа стал Рокки Шенк, автор обложек альбомов Facelift и Dirt, а также режиссёр видеоклипа «We Die Young». Ознакомившись с имевшимся материалом, Шенк придумал концепцию клипа к песне «Them Bones». По сюжету группа играла в пещере, а выступление музыкантов перемежалось документальными кадрами сражающихся диких животных. Съёмка состоялась 18 августа 1992 года. Режиссёр хотел добиться ускоренного движения камеры, чтобы подчеркнуть агрессивное настроение песни. Для этого группа выступала под фонограмму, замедленную в два раза, в то время как камера двигалась с обычной скоростью. Запись происходила с частотой 12 кадров в секунду, а отснятый материал монтировался с частотой 24 кадра в секунду. В результате на экране группа выступала в обычном темпе, зато камера двигалась вдвое быстрее обычного. «Группа выдала отличное выступление и Лейн был необыкновенным» — вспоминал Шенк.
В декабре 1992 года вышел клип на песню «Angry Chair». Его снял Мэтт Мэхурин, ранее работавший с рок-группами Black Crowes («She Talks to Angels»), Queensryche («Silent Lucidity») и Metallica («The Unforgiven»). В центре клипа, выдержанного в жёлто-зелёных и синих тонах, находится фигура Лейна Стейли, сидящего на высоком стуле. Видеоряд содержит повторяющиеся изображения пустого стула, охваченного пламенем. Этой работой сотрудничество Мэтта Мэхурина с Alice in Chains не ограничилось и в 1994 году он снял видеоклип «No Excuses».
В конце 1992 года представитель Alice in Chains обратился к Марку Пеллингтону с предложением снять клип на песню «Rooster». В то время с экранов MTV не сходил его видеоклип «Jeremy», снятый для Pearl Jam и пользовавшийся большой популярностью. Режиссёру рассказали, что песня носит личный характер для Джерри Кантрелла, и предложили с ним встретиться. Выяснилось, что у Пеллингтона и Кантрелла было много общего: у режиссёра тоже были непростые отношения с отцом, боровшимся с болезнью Альцгеймера. Пеллингтон предложил снять не просто видеоклип, а короткий художественный фильм, добавив три слоя повествования: собственно, выступление группы; исторические кадры и современную реконструкцию боевых действий во Вьетнаме; чёрно-белое интервью с отцом Джерри Кантрелла. Звукозаписывающая компания выделила существенный бюджет — около 250 тысяч долларов, которых хватало на несколько дней съёмок. Пеллингтон отправился в Оклахому и записал интервью с обоими Кантреллами, отцом и сыном. Для съёмок сцен сражений были привлечены кинематографисты, работавшие с Оливером Стоуном и Майклом Бэем, военный консультант и даже актёр-ампутант. Во время записи выступления Alice in Chains произошёл инцидент с Лейном Стейли: тот был навеселе и хотел надеть ковбойскую шляпу, не вяжущуюся с атмосферой видео; Пеллингтону едва удалось уговорить вокалиста сменить головной убор на тёмные очки, в которых он выглядел бы круто и зловеще. Клип был выпущен в марте 1993 года. Несмотря на большое значение песни для лидера группы, видеоклип не пользовался особым успехом на MTV. Джерри Кантрелл предполагал, что причиной стала тема войны во Вьетнаме, слишком серьёзная для развлекательного канала.
Последний видеоклип в поддержку альбома Dirt был выпущен на песню «Down in a Hole» в августе 1993 года. Режиссёром стал Найджел Дик, известный по работе с Black Sabbath, Guns N' Roses и Def Leppard. В отличие от предыдущих работ Alice in Chains, этот клип вышел более простым и прямолинейным и не содержал фрагментов выступления группы. По сюжету музыканты, включая Майка Айнеза, заменившего к тому времени Майка Старра, прогуливаются по пустынному шахтёрскому городу, заходят в дома и заведения, общаются с местными жителями. В конце клипа на экране поочерёдно появляются слова «THIS FACILITY CANNOT ACCEPT: DIRT» (с англ. — «Это учреждение не принимает грязь»).

## Концертный тур
Вы чувствуете себя неуязвимыми, когда находитесь в таком туре. И по большей части, так и есть; если вас поймают, то кто-то вас выручит. По какой-то причине я вдребезги разбил раковину в туалете одного из клубов. Ну, причиной были Егермейстер и кола. Раковина просто должна была быть сломана, и я разбил её на миллион кусочков.Том Нимейер, Gruntruck
Сразу после окончания записи альбома Alice in Chains отправились в концертный тур в поддержку Dirt вместе с сиэтлской группой Gruntruck. Несмотря на хорошие впечатления от выступлений на разогреве у Van Halen, музыканты были рады наконец-то выступать в роли хедлайнеров, а не «аперитива перед основным блюдом». Первые концерты прошли с 23 августа по 5 сентября 1992 года в небольших городах на Северо-Западе США. «Тур по дерьмовым городам», как его назвали музыканты, проходил без лишнего пафоса: у каждой из групп был один фургон и минимальное количество оборудования. Музыканты быстро сдружились и устраивали друг другу розыгрыши. На одном из концертов парней из Alice in Chains обсыпали грунтом для растений, купленным в хозяйственном магазине, так что им пришлось не просто петь про «Грязь» (англ. Dirt), но и буквально выплёвывать её изо рта. За пределами сцены члены обоих коллективов вместе напивались и дебоширили, как и полагается рок-звёздам. Джерри Кантрелл любил телефонные розыгрыши и по ночам набирал случайные номера, найденные в телефонной книге. В Бьютте Кантрелл вместе со Скоттом Маккаллумом из Gruntruck наловили форели, а после следующего концерта в Мизуле вломились в чужой дом, чтобы её приготовить. Зная пристрастие Майка Старра к молодым поклонницами, однажды друзья начали стучаться в дверь номера, притворившись менеджером отеля и отцом очередной подруги, чем сильно напугали бас-гитариста. Барабанщик Шон Кинни выделялся агрессивным поведением и стал «классическим разрушителем гостиничных номеров». Однажды в Бозмене в отель даже приехала полиция, чтобы успокоить музыкантов. Когда всех разогнали по номерам, Кинни прошёлся по коридору с бутылкой пива, тщательно заливая алкоголь в каждый из светильников бра, так что через несколько секунд те взрывались у него за спиной. В другой раз он встал на стул и помочился в тележку с десертами, стоящую посреди столовой. Все хулиганские выходки Кинни списывал на «Стива», своё шумное и деструктивное alter ego: «Это был не я. Это всё Стив». В то же время, Шон помог барабанщику Gruntruck Скотту Рокуэллу: он предложил использовать свою ударную установку на концертах и свёл музыканта со своими знакомыми из музыкальной индустрии, после чего Рокуэлл стал эндорсером Drum Workshop, Vic Firth и Sabian и получил новый комплект барабанов и оборудования.
12 сентября 1992 года Alice in Chains вместе с Pearl Jam выступили в Лос-Анджелесе на премьере фильма «Одиночки», в котором сыграли небольшие роли-камео. После этого группа продолжила гастроли, в течение полутора месяцев выступая на разогреве у Оззи Озборна во время прощального тура No More Tours. После выхода Dirt публика принимала Alice in Chains более приветливо, ожидая исполнения «Man in the Box» и новых хитов. В отличие от концертов с Gruntruck, где музыканты воздерживались от тяжёлых наркотиков, в туре с Оззи Майк Старр пристрастился к героину. Один раз бас-гитарист по ошибке выпил растворитель, который использовался для очистки шприцев, приняв его за воду; из-за этого пришлось отменить несколько выступлений. Ещё больше проблем возникло, когда Лейн Стейли после шоу в Оклахоме решил прокатиться на трёхколёсном внедорожнике и сломал левую ногу. Ему пришлось провести несколько недель в гипсе, выступая на концертах на костылях, в инвалидной коляске или сидя на диване в середине сцены. В то же время, у Стейли и в мыслях не было приостановить турне: «Я же не свернул себе шею, поэтому у нас нет оправданий, чтобы не выступать». На концертах вокалист выкладывался по полной и иногда даже позволял себе нырять в толпу поклонников прямо в гипсовой повязке. Группа отнеслась к инциденту с юмором и выпустила официальную футболку Alice in Chains с рентгеновским снимком сломанной ноги. Стейли не принимал наркотики в туре с Оззи, но на концертах касался этой темы неоднократно. Так, в октябре 1992 года в Далласе он назвал одну из композиций «песней о безнадёжном грёбаном наркомане», а во время исполнения «God Smack» делал вид, что делает себе укол с помощью микрофона.
13 ноября 1992 года Alice in Chains начали вторую часть тура с Gruntruck, во время которой к ним присоединилась группа Screaming Trees. Эти выступления существенно отличались от тура двухмесячной давности. Группы останавливались в более крупных городах, выступали в престижных залах и путешествовали с полными дорожными командами на нескольких автобусах и грузовиках. В отличие от Gruntruck, которые радовались возможности выступать перед большой аудиторией, члены Screaming Trees отнеслись к выступлениям с Alice in Chains более настороженно. «Если отправить в дорогу алкоголика с наркоманом, то когда закончится тур, вы получите двух наркоманов» — объяснял менеджер Screaming Trees Ким Уайт. Наихудшие опасения подтвердились, Лейн Стейли и вокалист Screaming Trees Марк Ланеган серьёзно подсели на героин. Gruntruck быстро почувствовали разницу в поведении своих друзей из Alice in Chains, ведь на смену алкоголю из первой части тура пришли наркотики. Также, несмотря на искреннюю любовь к Демри Пэррот, Лейна Стейли неоднократно видели с поклонницами. По словам барабанщика Баррета Мартина, это тур был «самой крупной ошибкой группы [Screaming Trees]». Через несколько недель Марк Ланеган оказался в больнице; его нога распухла, и выяснилось, что он получил заражение крови. Ещё одно шоу в Париже пришлось отменить из-за передозировки Стейли: вокалист не явился на выступление, и персоналу пришлось успокаивать разъярённую публику, швыряя в толпу компакт-диски и футболки группы. Увлечение героином стало настолько серьёзным, что Сьюзан Сильвер пришлось приставить к Лейну Стейли персонального телохранителя, чтобы вокалисту было сложнее достать наркотики.

## Первая реакция
| Оценки критиков      | Оценки критиков  |
| Источник             | Оценка           |
| -------------------- | ---------------- |
| Chicago Tribune      | [ r 10 ]         |
| Entertainment Weekly | A                |
| Kerrang!             | [ r 1 ] [ r 11 ] |
| Los Angeles Times    | [ r 12 ]         |
| Metal Hammer         | 7/7              |
| RAW                  | [ r 14 ]         |
| Rock Hard            | 9/10             |
| Vox                  | [ r 16 ]         |

С точки зрения построения карьеры, большинство перспективных групп едва ли решатся наполнить свой второй альбом неизменно безрадостными и безошибочно прямолинейными песнями о героиновой зависимости и смерти. Но это в точности то, что Alice in Chains сделали на Dirt.The New York Times
Вторую полноформатную пластинку Alice in Chains музыкальная общественность ожидала с нетерпением. В промежутке между первым и вторым альбомом группы вышли номерные работы Nirvana, Pearl Jam и Soundgarden, каждая из которых сразу после выхода прочно обосновалась в национальных хит-парадах, так что у нового альбома Alice in Chains были все предпосылки стать популярным. Акустический миньон Sap, выпущенный Alice in Chains весной 1992 года, оставил после себя больше вопросов, чем ответов, так как представлял собой кардинальное отклонение от исходного хеви-металлического стиля. Несмотря на это, первый же сингл из нового альбома «Would?», вышедший вместе с саундтреком к фильму «Одиночки», показал, что группа вернулась к «металлическим» корням.
Критики тепло приняли альбом, посчитав его существенным шагом вперёд по сравнению с Facelift. На фоне своего довольно «прямолинейного» предшественника Dirt выглядел более сложным и запутанным, так как включал нестандартные музыкальные размеры и замысловатые мелодии, резко контрастирующие с предыдущей работой. Помимо музыкальной зрелости, тексты песен также стали более меланхоличными и мрачными. «Не то чтобы последняя работа Alice, Facelift, была похожа на поход в парк развлечений, но по сравнению с ним степень тяжести выросла в несколько раз» — отмечала обозреватель Spin Лорен Спенсер. С учётом общего ажиотажа вокруг сиэтлских групп, невозможно было избежать сравнения Alice in Chains с другими представителями гранжевого движения, но оценки музыкальных обозревателей разнились. Например, в журнале Billboard предполагали, что «ничто на Dirt не располагает к тому, что Alice достигнет того же уровня, что и другие выпускники Изумрудного города — Nirvana и Pearl Jam», а в газете Los Angeles Times новый альбом считали неумелым подражанием Nirvana и Mother Love Bone. С другой стороны, обозреватель Entertainment Weekly оценил Dirt выше пластинок других местных команд, а главный редактор немецкого журнала Rock Hard Гётц Кюнемунд и вовсе назвал Alice in Chains лучшей группой Сиэтла.
Предметом основного внимания критиков стали тексты песен, которые рассматривались в контексте борьбы Лейна Стейли с героиновой зависимостью. Дон Кайе (Kerrang!) назвал пластинку одним из наиболее гнетущих альбомов года, «путешествием в настолько чёрную бездну, что задаёшься вопросом, как протагонисту вообще удалось выжить». Кайе был впечатлён голосом и текстами Стейли, «наполненными голым отчаянием и эмоциями, которые больно слушать», но отметил, что первая часть альбома, не имеющая отношения к наркотикам, также не содержит проходных композиций. В журнале Spin также не прошли мимо «невозмутимых и, похоже, составленных со знанием дела лирических отсылок к наркотикам и членовредительству». Лорен Спенсер обратила внимание на названия песен — «Sickman» (с англ. — «чокнутый, больной»), «Junkhead» (с англ. — «наркоман») и «God Smack» (игра слов: англ. God smack — «божья кара», но англ. smack — сленговое название героина). К её удивлению, отдельные тексты песен выглядели не осуждающими, а оправдывающими употребление наркотиков: «You can’t understand a user’s mind / But try, with your books and degrees / If you let yourself go and opened your mind / I’ll bet you’d be doing like me and it isn’t so bad» (с англ. — «Вы не можете влезть в чужую голову, но хотя бы попробуйте, со всеми вашими книгами и степенями. Если вы отпустите себя и откроете свой разум, держу пари, что вы будете поступать как я, и это не так уж плохо»). Спенсер была поражена тем, что группа «вскрыла себя» и дала слушателям возможность заглянуть внутрь, но не была уверена, как это воспримет остальной мир — как терапию или паразитизм.
Как и в случае с Facelift, существенное влияние на музыкальную составляющую Dirt оказали Black Sabbath, Led Zeppelin и прочие хард-рок группы конца 1960-х — начала 1970-х. В основе альбома лежали гитарные риффы и пауэр-аккорды, сдобренные большим количеством примочек и эффектов. В то же время, вторая пластинка Alice in Chains оказалась более разнообразной в музыкальном плане: она содержала элементы фри-джаза и музыки Ближнего Востока, а усложнённая структура песен позволяла проводить параллели с творчеством авангардной группы Mr. Bungle, американских прог-металлистов King’s X и пионеров дум-метала Trouble. При всём этом, звучание Dirt оставалось характерным и узнаваемым для местной сцены, представляя собой собственную версию сиэтлского гранжа, более близкую к Soundgarden, нежели к Nirvana. Ключевая роль в прогрессе группы отводилась гитаристу Джерри Кантреллу, по меткому выражению Дона Кайе (Kerrang!), «быстро превратившемуся в музыкальную электростанцию». Кайе считал альбом тяжёлым и металлическим, однако не соответствовавшим AOR-формату мейнстримовских радиостанций. Обозреватель назвал Dirt «альбомом месяца», отметив отличное взаимодействие Кантрелла и Стейли, не пытающихся выделиться на общем фоне, но гармонично дополняющих мрачное настроение песен своими гитарными и вокальными партиями.
Тяжёлая и бескомпромиссная музыка в сочетании с текстами песен, посвящёнными табуированным тематикам, продемонстрировали, что Alice in Chains не собираются изменять себе в угоду коммерческому рынку. По мнению Дайны Дарзин (журнал RIP), в отличие от прочих сиэтлских групп, которые пытались занять своё место на музыкальной сцене, Alice in Chains «загнали музыкальный рынок в угол в красноречивом отчаянии». Тем не менее такие песни, как «Would?» и «Them Bones», выглядели подходящими кандидатами для активной ротации на радио.

## Полемика вокруг альбома
Мы же не будем говорить о Сиэтле, да? Никакого Сиэтла. Никаких наркотиков.Шон Кинни в интервью журналу Request

### Принадлежность к сиэтлской сцене
Первая рецензия, опубликованная в газете Los Angeles Times 27 сентября 1992 года — через два дня после выхода Dirt — была абсолютно разгромной. Джонатан Голд назвал Alice in Chains жалкими подражателями Nirvana и Mother Love Bone, а их новый альбом — продуктом маркетологов, пытающихся воспользоваться шумихой вокруг групп с лейбла Sub Pop. Голд презрительно отметил, что Alice in Chains находится на периферии относительно андеграундной сцены северо-запада США и имеет к ней отношение не большее, чем глэм-рокеры Warrant к подполью Лос-Анджелеса, подарившему миру хард-роковую группу Guns N’ Roses. «Называйте их Seattle Lite» (с англ. — «облегчённой версией Сиэтла») — предложил обозреватель.
Несмотря на первые критические отзывы, альбом пользовался огромной популярностью. Уже в октябре 1992 года ведущий сиэтлский музыкальный таблоид The Rocket, до этого закрывавший глаза на творчество группы, поместил фотографию музыкантов на обложку номера, добавив заголовок «Джефф Гилберт подлизывается к Alice in Chains». Это стало своеобразным признанием собственной ошибки и извинением за годы игнорирования. Джерри Кантрелл не придавал этому особого значения: «К чёрту The Rocket, вот что мы думаем. Статья вышла реально крутой и забавной, ведь они осознали, что были идиотами, отвергая нас только из-за того, что мы не были частью инди-сцены. Мы не расстроимся, если нас не будут ассоциировать с Сиэтлом. Мы — не сиюминутный тренд. Мы проявили себя ещё до взрыва интереса [к гранжу]. Большинство вообще думает, что мы из Лос-Анджелеса, потому что мы записываем там свои альбомы». В последнем Кантрелл ошибался — звучание Alice in Chains, включая «жирные» гитары и депрессивные тексты, было намного мрачнее лос-анджелесских коллективов и роднило группу с другими выходцами из Сиэтла.
Руководители Sony Music понимали, что на волне интереса к гранжу было важно подчеркнуть происхождение группы. Лейбл настоял на том, чтобы вместе с Alice in Chains в тур по США отправился другой коллектив из Сиэтла — Screaming Trees, принадлежавший той же организации. Менеджер группы Ким Уайт и барабанщик Баррет Мартин были этим крайне недовольны, так как вместо мирового турне в качестве хэдлайнеров им пришлось довольствоваться ролью группы на разогреве. И хотя участники Alice in Chains свободно общались с остальными музыкантами за кулисами, в целом они вели себя соответственно статусу рок-звёзд, из-за чего потеряли уважение некоторых коллег по туру. Кроме того, их образ жизни существенно отличался: увлечение молоденькими девушками и тяжёлыми наркотиками были характерны для лос-анджелесской сцены и групп вроде Motley Crue, а не для коллективов из Сиэтла. Баррет Мартин не был этому удивлён: «Я не думаю, что они понимали дух Сиэтла, который заключался в независимости, самостоятельности, заботе о музыкальном сообществе. Это всё потому, что они находились на периферии с самого начала».
Сравнение в прессе с другими группами из Сиэтла было неизбежным, и журналисты живо интересовались отношением Alice in Chains к находящейся на подъёме местной сцене. «Мы все играем рок-музыку, так что схожесть определённо есть. Но все группы разные. Наша чуть более задумчивая и интроспективная. Pearl Jam — бодрые и полные жизни. Nirvana красива в своей неблагополучности… Все группы точно индивидуальны и самобытны» — объяснял Кантрелл в интервью журналу Rolling Stone. Он также признавал, что более тяжёлое звучание и определённая отчуждённость на ранних порах сделали Alice in Chains изгоями местной музыкальной сцены: «Что-то захватывает тебя моментально, но наша музыка — на любителя. Нужно укусить несколько раз, чтобы распробовать её вкус». Ещё одним отличием от остальных сиэтлских групп была скорость, с которой они достигли вершин популярности: если Nirvana или Pearl Jam оказались в центре внимания практически моментально, то Alice in Chains постепенно увеличивали свою фан-базу на протяжении двух лет с момента выхода Facelift. Тем не менее в конечном счёте музыкантам надоели расспросы о Сиэтле и они старались избегать этой темы в интервью. «О боже. Только не это! Я устал отвечать на одни и те же вопросы. Вряд ли я пролью свет на всё это. Чаще всего у нас спрашивают: „Что такое саунд Сиэтла? Почему Сиэтл такой большой?“. Блин, я не знаю. Мы пишем хорошие песни, вот что я думаю. А это мой дом», — разводил руками Кантрелл.

### Тема наркотиков
Тексты песен Dirt неминуемо вызвали много вопросов, касающихся отношения группы к наркотикам. Хотя о проблемах Стейли было известно задолго до выхода пластинки, изначально он отказывался обсуждать эту тему. В отсутствие комментариев вокалиста, в музыкальных изданиях продолжали плодиться слухи об употреблении героина. Чтобы прояснить ситуацию, Стейли решился на общение с прессой. В интервью журналу Rolling Stone в ноябре 1992 года он сказал: «Факт в том, что я много кололся, но это моё личное дело и других не касается. Сейчас я не колюсь, уже довольно долго. Это был долгий и тяжёлый процесс, будто бы я прошёл через ад. Я решил остановиться, потому что выглядел ничтожным. Наркотики больше не работали. Вначале я был под кайфом, чувствовал себя замечательно, но потом это превратилось в необходимость, как пища, которая нужна для выживания. С тех пор, как я завязал, я пробовал несколько раз повторить то первоначальное ощущение, но не смог. Теперь меня к этому не тянет, это просто скучно».
Некоторые воспринимали тексты Dirt как неприкрытую пропаганду наркотических средств. Так, в журнале Kerrang! прослушивание пластинки сравнили с посещением наркопритона и посчитали, что даже если группа и задумала выпустить «антинаркотическую запись», то этот замысел будет воспринят неправильно. Джерри Кантрелл признавал проблемы с героином внутри группы, но утверждал, что всё это осталось в прошлом: «Мы уже прошли через то, о чём вы спрашиваете, и обо всём позаботились. Музыка стала последнем гвоздём, забитым в этот гроб». Ему вторил Стейли, который расстраивался из-за намёков на то, что музыка группы подталкивает к употреблению наркотиков: «От песни к песне настроение альбома меняется: от прославления наркотиков до ощущения собственной ничтожности и сомнений в том, что я выбрал правильный путь. К концу пластинки достаточно очевидно, что всё сложилось не так, как я ожидал». Музыканты признавались, что их наибольшим страхом было услышать от кого-то из поклонников, что они начали принимать героин после прослушивания песен группы, как это однажды случилось с Лу Ридом и его песней «Heroin». На деле всё было наоборот: во время тура к группе подходили люди, которые признавались, что после прослушивания песен завязали с наркотиками. Тем не менее музыкальные обозреватели продолжали задавать группе вопросы про «героиновый альбом».
Несмотря на заверения музыкантов, вскоре стало понятно, что выход Dirt не стал окончательным решением проблемы с наркотиками. Если во время первой части концертного тура Лейн Стейли сдерживал себя, то к концу 1992 года вместе с вокалистом Screaming Trees Марком Ланеганом он вернулся к употреблению героина. На протяжении следующего года гастролям группы сопутствовали непрекращающиеся слухи в прессе о злоупотреблении наркотиками, Стейли приписывали посещение реабилитационных центров. Ходили истории о том, что новый бас-гитарист Майк Айнез был настолько раздражён увиденным, что в сердцах пнул усилитель и сломал руку члену дорожной команды, но группа всё отрицала. Репутация Лейна Стейли стремительно падала, и для многих он стал живым олицетворением проблемы наркотиков в США. Он даже хотел уехать из Сиэтла, так как в родном городе все слишком хорошо знали его слабости. «Я не выхожу на улицу, чтобы найти наркотики. Это они ищут меня» — утверждал Стейли. В конечном счёте вокалист просто отказался давать пояснения в прессе, оставив это на откуп Джерри Кантреллу и другим членам группы. Но даже лидеру Alice in Chains с трудом удавалось держать себя в руках, отвечая на провокационные вопросы. К примеру, журналисты Melody Maker раз за разом подчёркивали, что это не они написали песню с названием «God Smack» (с отсылкой к сленговому слову «smack», означающему героин), а когда Кантрелл спросил, зачем они это делают, ответили: «Потому что это интервью». Гитарист взорвался: «Я не собираюсь отрицать наличие прямой связи с тем, что мы делали. Я просто не буду об этом говорить. Мне плевать, интервью это или нет. Это как если бы я спросил у вас, как часто вы трахаетесь с подружкой. Вы мне можете ответить, сколько раз вы вставляли ей в рот?».

### Возможный распад группы
Тягостное впечатление от пластинки усугублялось слухами о том, что группа находится на грани распада. Сами музыканты шутя списывали всё на ореол загадочности, окружающий группу и добавляющий ей популярности. Всё началось ещё в начале 1992 года, когда пресса узнала, что Стейли очутился в реабилитационном центре. Сразу после выхода Dirt в сентябре 1992 года активно циркулировали сплетни о том, что в составе группы грядут изменения. И хотя на тот момент этот вопрос ещё обсуждался внутри группы, а сами музыканты называли это досужими домыслами, но в начале 1993 года Майк Старр действительно покинул Alice in Chains. Первые ссоры с бас-гитаристом произошли ещё во время записи Dirt, когда он настаивал на включении в альбом песни «Fear the Voices». Позже Старр начал требовать увеличить объём издательских прав. Помимо этого, его уличили в спекуляции билетами группы, а также обвиняли в злоупотреблении наркотиками. Во время концертов на Гавайях в январе 1993 года музыканты приняли окончательное решение и сообщили Старру о том, что он уволен. В свою очередь, Старр заявлял, что на самом деле это он решил временно покинуть группу.
Раскол произошёл перед крупным фестивалем в Бразилии с участием L7, Nirvana и Red Hot Chili Peppers, так что Alice in Chains срочно требовалась замена. Ещё во время тура с Оззи Озборном музыканты обратили внимание на его басиста Майка Айнеза. Когда решение об уходе Старра было принято, Шон Кинни позвонил Айнезу и предложил присоединиться к Alice in Chains. Озадаченный бас-гитарист решил посоветоваться с Оззи Озборном, на что получил уверенный ответ: «Если ты не поедешь, следующие семь дней ты проведёшь в больнице… Столько времени понадобится врачам, чтобы вытащить мою ногу из твоей задницы». 22 января 1993 в Рио-де-Жанейро состоялось последнее выступление Майка Старра в составе Alice in Chains, после чего новым бас-гитаристом группы стал Майк Айнез. Концерт в Бразилии едва не закончился трагедией. После выступления Майк Старр решил принять дозу сначала с Куртом Кобейном, а затем с Лейном Стейли. Бас-гитарист отключился, а когда очнулся, то обнаружил себя в душе; рядом стоял плачущий Стейли и хлестал Старра по лицу. Выяснилось, что бас-гитарист был мёртв на протяжении одиннадцати минут.
Слухи о проблемах в группе достигли пика после того, как Alice in Chains сократили концертный тур с группой Masters of Reality в июле 1993 года. Музыканты объясняли это накопившейся усталостью и желанием сэкономить силы для выступлений на фестивале Lollapalooza. В конечном счёте, концерты прошли успешно: Alice in Chains были одной из самых ожидаемых групп и представили не только песни с Dirt, но и новую композицию «A Little Bitter», написанную к фильму «Последний киногерой». Чтобы убедить всех, что проблемы с наркотиками остались позади, в октябре 1993 года Лейн Стейли возобновил общение с прессой. В ответ на вопрос о своём здоровье в интервью журналу Kerrang! он заявил: «Со мной всё хорошо. Пожалуйста, расскажите нашим поклонникам, что хотя некоторые из слухов, циркулирующих в течение последних нескольких месяцев, оказались правдой, сейчас со мной всё нормально». Стейли также отметил, что хотя проблемы внутри Alice in Chains были напрямую связаны с оказываемым на музыкантов давлением и популярностью, однако это не шло в сравнение с тем, что на себе почувствовали другие сиэтлские группы: «Знаете, мы — не „Нирвана“. Мы всё ещё можем появляться на публике, можем сходить в магазин и не переживать, что нас там достанут [фанаты]». Он оправдывал коллег по сцене из Pearl Jam и Nirvana, фактически отказавшихся от общения с прессой: «Да, я понимаю это решение лучше кого-либо в мире. Потому что, уж сколько дерьма выливают на нас, представьте только, сколько льётся на них — они же в десять раз больше нас. Они намного более популярны, и у них практически отсутствует личная жизнь».
Окончательные сомнения в будущем группы музыканты развеяли, объявив о начале работ над следующим акустическим мини-альбомом в ноябре 1993 года. На деле выяснилось, что разногласия внутри группы становились всё серьёзнее. В начале 1994 года Alice in Chains были вынуждены отменить совместный концертный тур вместе с Metallica. После возвращения Стейли из реабилитационной клиники группа не просто не вернулась к выступлениям, но и вовсе распалась на шесть месяцев. Лейн Стейли был ошеломлён этим решением: «Я просто сидел на диване и напивался каждый день. Когда мы только собирались вместе, мы считали друг друга братьями. Мы жили в одном доме, веселились вместе и напивались совершенно одинаково. Но после этого мы начали распадаться, пошли каждый своим путём и почувствовали, что предаём друг друга».

## Dirtи судьба Лейна Стейли
| Оценки критиков               | Оценки критиков |
| Источник                      | Оценка          |
| ----------------------------- | --------------- |
| AllMusic                      | [ r 6 ]         |
| Christgau's Consumer Guide    | B               |
| Classic Rock                  | [ r 5 ]         |
| Encyclopedia of Popular Music | [ r 19 ]        |
| Kerrang!                      | [ r 4 ]         |
| Q                             | [ r 20 ]        |
| Spin Alternative Record Guide | 7/10            |
| The Rolling Stone Album Guide | [ r 9 ]         |

Отказ от появления на публике и мучительная смерть Стейли бросают тень на музыку, которую он писал в составе Alice in Chains. Однако прежде всего он был отличным вокалистом, который оживал на сцене. На Dirt он проявил себя выдающимся образом, как с точки зрения исполнительского мастерства, так и с точки зрения чистых эмоций, которые соответствовали мрачной силе их музыки.Kerrang!
Dirt стал последним студийным альбомом Alice in Chains с Лейном Стейли, в поддержку которого группа давала живые выступления, ведь последующие работы — акустический мини-альбом Jar of Flies (1994) и третий лонгплей Alice in Chains (1995) — не сопровождались концертными турами из-за усиливавшихся проблем фронтмена со здоровьем. Проблеск надежды у поклонников группы появился лишь в 1996 году, когда Alice in Chains отыграли первый за два с половиной года концерт MTV Unplugged. Лейн Стейли выглядел измождённым и непохожим на себя прежнего, но группа нашла силы для того, чтобы отправиться в короткое турне на разогреве у Kiss. Завершающий концерт в Канзасе 3 июля 1996 года стал последним для Стейли: он был госпитализирован из-за очередной передозировки наркотиков, и группа фактически прекратила существование. Джерри Кантрелл сосредоточился на сольном творчестве и в 1998 году выпустил пластинку Boggy Depot с участием Майка Айнеза, Шона Кинни и нескольких приглашённых музыкантов. Стейли же, напротив, стал затворником и перестал появляться на публике.
В начале 1990-х Dirt воспринимался как предельно откровенный альбом, вдохновлённый пусть и болезненным, но успешным опытом борьбы Лейна Стейли с героиновой зависимостью, но к концу 1990-х его оценка изменилась. Стало понятно, что вокалисту не удалось и никогда не удавалось окончательно справиться с пагубной привычкой, что признавал и сам музыкант: «Смерть Эндрю Вуда всё изменила, наверное, на несколько недель. А потом я вернулся к наркотикам и подсел на них ещё сильнее, чем до этого». В свете этого пластинка приобрела ещё более зловещий и пророческий характер. Американский публицист Роберт Кристгау в своём «Гиде покупателя» в 2000 году безапелляционно назвал Dirt героиновым альбомом, заключив, что песня «Junkhead» («Наркоман») вовсе не являлась вымыслом. Кристгау отметил характерное «хрустящее» гитарное звучание альбома, более тяжёлое, громкое и металлическое, чем у кого-либо на сиэтлской сцене, но посетовал на слишком высокую цену, которую пришлось за это заплатить . Стив Хьюи (AllMusic) назвал Dirt огромным творческим достижением группы, близким к абсолютному шедевру. По его мнению, «первобытный, тошнотворный вой из глубин героиновой зависимости Лэйна Стейли» сделал пластинку одним из наиболее душераздирающих концептуальных альбомов. В мартовском номере Guitar World (2001) Dirt назвали «не просто самым глубоким альбомом Alice in Chains, но одной из самых мрачных и печальных записей, когда-либо существовавших», а лирику Стейли сравнили с последними мыслями приговорённого к смерти человека.. В издании Classic Rock в феврале 2002 года пластинку окрестили началом конца Alice in Chains, так как творческий подъём группы совпал с периодом начала саморазрушения. Вспоминая откровенные тексты песен, Филипп Уайлдинг удивлялся тому, что лейбл и менеджмент группы вообще озаботился опровержением слухов о наркозависимости Стейли, настолько она была очевидной.
В журнале Kerrang! провели аналогию между Dirt и культовым фильмом «Дикарь» (1953). В песне «Junkhead» герой Лейна Стейли поёт «What’s my drug of choice? Well, what have you got?» (с англ. — «На каких наркотиках я сижу? А что у тебя есть?»). Фил Александер сравнил эту фразу с диалогом из классического байкерского фильма, где персонаж Марлона Брандо в ответ на вопрос, против чего он бунтует, спросил «А что у вас есть?». По мнению Александера, в отличие от кинофильма, увлечение Стейли наркотиками не имело ничего общего с бунтом: героин являлся не способом протеста, а средством для бегства от реальности.
Если сразу после выхода альбома набор из пяти песен, описывающих динамику отношений лирического героя к наркотикам, чаще всего рассматривался отдельно от остальных композиций, то по прошествии времени Dirt стал восприниматься как более цельное произведение. Написанные Джерри Кантреллом песни дополняли основную тему пластинки — болезненность, отвращение к самому себе и смиренность со стороны осознающего свои пороки, но ничего не могущего с этим поделать наркомана. Даже в любовной балладе «Down in a Hole», написанной Джерри Кантреллом, обнаруживали сходства и аллюзии с безрадостной судьбой Стейли. В некоторых изданиях эта композиция следовала сразу за пятью песнями о наркотиках, из-за чего её считали частью концепции, не уступающей другим песням по степени мрачности и глубины. В журнале Guitar World её назвали «наиболее печальным портретом человечества», обратив внимание на следующую фразу в исполнении Стейли: «See my heart, I decorate it like a grave» (с англ. — «Посмотри на моё сердце, я разукрасил его как могилу»). Кантрелловская песня «Rooster», написанная о Вьетнамской войне, также соответствовала настроению альбома, изображая историю человека, выжившего вопреки трудностям. В журнале Classic Rock обратили внимание на то, что первой выпущенной песней с Dirt стала «Would?», появившаяся под впечатлением от трагической смерти Эндрю Вуда от передозировки наркотиков; эта же песня стала последней в альбоме, фактически предсказавшем судьбу Лейна Стейли.
В апреле 2002 года Стейли был найден мёртвым из-за передозировки смеси героина и кокаина. Его смерть не стала неожиданностью для музыкальной сцены, так как, несмотря на затворничество, все знали о его безуспешной борьбе с наркозависимостью. В прессе вокалиста Alice in Chains поместили в один ряд с Эндрю Вудом и Куртом Кобейном — персоналиями, олицетворявшими гранжевое движение и Поколение X, чья жизнь была разрушена наркотиками. Трагедия стала очередным поводом вспомнить о Dirt, обстоятельствах записи и значении для группы и самого Стейли. Музыкальные обозреватели признавали, что в период расцвета гранжа Стейли не сумел справиться с соблазнами и сложностями многомесячных концертных туров и искал выход в наркотиках. «Вся суть наркотиков в том, что они уносят тебя куда-то вдаль от всего, пока ты сидишь в этом скучном гостиничном номере. Героин вытаскивает тебя оттуда на несколько часов» — вспоминал Майк Старр, признаваясь, что употреблял героин вместе с товарищем по группе. И если ранее у кого-то оставались сомнения в том, смогут ли Alice in Chains выпустить ещё пластинку, то смерть Стейли показала, что Dirt останется вершиной его творчества в составе группы. «К сожалению, всё кончено, но мы должны быть благодарны за то, что Dirt существует во всей грязной и несовершенной красе» — писала Сиан Лливелин (Metal Hammer).

## Место в истории гранжа
Dirt является и навсегда останется наивысшим артистическим достижением Alice in Chains. Его эмоциональная тяжесть подавляет, музыка опьяняет, а наследие разрывает сердце. Саунд Сиэтла был бы невозможен без их вклада и жертвоприношения. И какая это была жертва!Billboard
Несмотря на смерть Лейна Стейли и слухи об окончательном распаде Alice in Chains, оставшиеся участники нашли в себе силы, чтобы возродить группу. После нескольких выступлений с приглашёнными вокалистами, среди которых были Мэйнард Джеймс Кинан (Tool), Фил Ансельмо (Pantera) и даже Энн Уилсон (Heart), в 2006 году группа остановилась на кандидатуре Уильяма Дюваля. Известный в качестве основателя и фронтмена группы Comes with the Fall, Дюваль стал ритм-гитаристом и основным вокалистом Alice in Chains. В обновлённом составе группа выпустила пластинку Black Gives Way to Blue (2009), а позднее — ещё два студийных альбома The Devil Put Dinosaurs Here (2013) и Rainier Fog (2018). К тому времени оригинальный состав Alice in Chains понёс ещё одну потерю: в 2011 году от передозировки умер бывший бас-гитарист Майк Старр. Хотя новые альбомы Alice in Chains были благосклонно восприняты критиками, ни один из них не сумел достигнуть уровня Dirt. В 2017 году к 25-летию альбома в журнале Billboard вышла статья, в которой Dirt был назван наиболее нигилистическим альбомом современности. Пять миллионов проданных копий, пять популярных синглов и неповторимая эмоциональная убедительность сделали из Dirt классическую пластинку, успех которой Alice in Chains так и не удалось повторить.
После смерти Лейна Стейли в 2002 году в журнале Metal Hammer опубликовали список альбомов, на которые Dirt оказал заметное влияние:
- Alice in Chains — Dirt (1992) ➡
- Stone Temple Pilots — Purple (1994) ➡
- Bush — Sixteen Stone (1994) ➡
- Creed — My Own Prison (1997) ➡
- Godsmack — Godsmack (1998) ➡
- Staind — Break the Cycle (2001) ➡
- Soil — Scars (2001).

Выпуск Dirt обеспечил Alice in Chains место в «большой четвёрке» гранжа, а сам альбом застолбил за собой ведущие позиции среди ключевых пластинок сиэтлской музыкальной сцены 1990-х. В 2005 году в журнале Q его включили в список «15 классических альбомов гранжа». Джеймс Макнейр отметил «героиновую» тематику альбома и трагическую смерть Стейли в 2002, подтвердившую, что его тревожная и эмоциональная лирика была вовсе не позёрством. Журналист подчеркнул, что хотя своим успехом группа должна быть благодарна юмористическому дуэту Бивис и Баттхед, обратившему внимание на сингл «Man in the Box», однако же Dirt является альбомом «для взрослых», не предназначенным для развлечения. В 2006 году в журнале Metal Hammer Dirt назвали «звёздным часом» группы, который поставил их в один ряд с Nirvana, Pearl Jam и Soundgarden. Джерри Юинг так размышлял о величайшем гранжевом альбоме: «Nevermind? Не, слишком панковый. Superunknown? Блестящий, но слишком неоднородный. Ten? Возможно. Но если и так, то второй полноформатный альбом Alice in Chains Dirt отстаёт от него ненамного». Юинг отметил, что пластинка, описывающая суровые реалии Сиэтла начала 1990-х, и по прошествии времени не потеряла своей актуальности и звучит впечатляюще и интригующе. По итогам опроса читателей журнала Rolling Stone в 2012 году Dirt вошёл в число лучших гранжевых альбомов всех времён, уступив только Nevermind и Ten. В 2019 году редакция Rolling Stone опубликовала собственный список «50 величайших альбомов гранжа», поместив Dirt на шестое место. Энджи Марточчио подчеркнула, что если вдохновением для дебютной пластинки Alice in Chains стал хеви-метал, то на второй альбом своё коварное влияние оказал героин.
В то время как Nirvana, Pearl Jam и Soundgarden со временем уходили всё дальше от хеви-металлических корней, Alice in Chains сохраняли приверженность этому жанру рок-музыки сильнее всех. Подобно дебютной пластинке Facelift, второй альбом группы был наполнен тяжёлыми гитарными риффами, характерными для Black Sabbath и Metallica и гармонично дополняющими тексты песен о депрессии, наркотиках и смерти. Со временем Dirt сам стал считаться классикой жанра и неоднократно включался в число лучших металлических альбомов. В журнале NME Dirt внесли в список «100 величайших хеви-метал альбомов», а издания Metal Hammer и Loudwire причислили его к лучшим металлическим альбомам 1990-х годов. В 2017 году журнал Rolling Stone поместил Dirt на 26-е место в списке лучших металлических альбомов всех времён, отметив блестящие гитарные риффы вступительной «Them Bones», ставшую рок-гимном «Would?», арт-металлические ритмы «Sickman» и «God Smack», а также ставшую хитом автобиографичную балладу «Rooster». Барабанщик Metallica Ларс Ульрих называл Dirt одним из своих любимых металлических и хард-роковых альбомов. На момент выхода пластинки Ульрих не был знаком с особенностями субкультуры наркотиков, поэтому вначале не оценил содержащиеся в альбоме отсылки и аллюзии, лишь позже осознав глубину и мрачность альбома. Среди любимых песен Ларс Ульрих выделил «Rooster», а также короткие и тяжёлые «Rain When I Die» и «Dam That River», отметив, что Dirt был одной из всего лишь нескольких пластинок 1992 года, которые он слушал чаще всего.
Помимо несомненного значения для развития гранжевой и металлической сцены, Dirt получил высокую оценку и в более широком музыкальном сообществе. В 2005 году в издательстве Cassell Illustrated вышла книга «1001 альбом, который нужно услышать», в которой были собраны рецензии ведущих критиков в период с 1955 по 2005 годы. Главный редактор Роберт Димери включил в альманах рецензию на Dirt музыкального обозревателя Джейсона Чу из канадской газеты National Post. Чу назвал Alice in Chains характерным представителем сцены Сиэтла и отметил, что пластинка способствовала формированию гранжа как отдельного жанра альтернативной музыки. В 2012 году вышел спецвыпуск журнала Kerrang! со схожим названием — «666 альбомов, которые нужно услышать перед смертью»; в нём содержалась рецензия на Dirt авторства Фила Александера под названием «Душераздирающая хроника наркозависимости». Пластинка получила наивысшую оценку и была признана главным альбомом 1992 года. В 2019 году Kerrang! включил Dirt в ещё два рейтинга: «11 лучших альбомов, вдохновлённых наркотиками» и «13 самых мрачных хард-роковых и металлических альбомов», в последнем из которых Dirt занял третье место, уступив пластинкам Nine Inch Nails — The Downward Spiral (1994) и Warning — Watching From a Distance (2006). «И Лейн Стейли, и басист Майк Старр в конечном счёте умрут от передозировки, подчёркивая тёмную реальность, лежащую в основе этих песен» — удручённо писал Сэм Лоу.

## Справочные данные

### Список композиций
| №   | Название               | Текст песни      | Музыка                 | Длительность |
| --- | ---------------------- | ---------------- | ---------------------- | ------------ |
| 1.  | «Them Bones»           | Кантрелл         | Кантрелл               | 2:30         |
| 2.  | «Dam That River»       | Кантрелл         | Кантрелл               | 3:09         |
| 3.  | «Rain When I Die»      | Стейли, Кантрелл | Кантрелл, Кинни, Старр | 6:01         |
| 4.  | «Down in a Hole» ([I]) | Кантрелл         | Кантрелл               | 5:38         |
| 5.  | «Sickman»              | Стейли           | Кантрелл               | 5:29         |
| 6.  | «Rooster»              | Кантрелл         | Кантрелл               | 6:15         |
| 7.  | «Junkhead»             | Стейли           | Кантрелл               | 5:09         |
| 8.  | «Dirt»                 | Стейли           | Кантрелл               | 5:16         |
| 9.  | «God Smack»            | Стейли           | Кантрелл               | 3:50         |
| 10. | «Untitled» ([II])      | Кантрелл         | Кантрелл               | 0:43         |
| 11. | «Hate to Feel»         | Стейли           | Стейли                 | 5:16         |
| 12. | «Angry Chair»          | Стейли           | Стейли                 | 4:47         |
| 13. | «Would?»               | Кантрелл         | Кантрелл               | 3:28         |

↑ I На некоторых CD-изданиях «Down in a Hole» стоит между «Angry Chair» и «Would?». На официальном сайте группы песня расположена между «Rain When I Die» и «Sickman».
↑ II В отдельных изданиях 1992 года трек 10 оставался безымянным или вовсе был исключён из списка композиций. В сборнике Music Bank (1999) он фигурировал под названием «Iron Gland». На официальном сайте группы он помечен как «Untitled» (без имени).

### Участники записи
| Alice in Chains - Лейн Стейли — вокал, ритм-гитара, - Джерри Кантрелл — гитара, вокал, бэк-вокал, - Майк Старр — бас-гитара, - Шон Кинни — ударные. Приглашённые музыканты - Том Арайа — вокал («Iron Gland»). Менеджмент - Сьюзан Сильвер и Келли Кёртис — менеджмент, - Питер Флечер — менеджер по продукции. | Производство - Дэйв Джерден — продюсер, - Брайан Карлстром — звукорежиссёр, - Стив Холл и Эдди Шрейер — мастеринг, - Мэри Маурер — арт-директор, - Дэвид Колман — логотип, - Лейн Стейли — «солнечный» логотип, - Рокки Шенк — фотограф. |  |

### Хит-парады и сертификации
| Год  | Страна         | Высшая позиция |
| ---- | -------------- | -------------- |
| 1992 | Канада         | 25             |
| 1992 | Финляндия      | 11             |
| 1992 | США            | 6              |
| 1993 | Австралия      | 13             |
| 1993 | Великобритания | 42             |
| 1993 | Германия       | 37             |
| 1993 | Нидерланды     | 17             |
| 1993 | Норвегия       | 15             |
| 1993 | Швеция         | 11             |

| Год  | Сингл            | Высшая позиция             | Высшая позиция    | Высшая позиция | Высшая позиция | Высшая позиция | Высшая позиция |
| Год  | Сингл            | Hot Mainstream Rock Tracks | Alternative Songs | FIN            | IRE            | NLD            | UK             |
| ---- | ---------------- | -------------------------- | ----------------- | -------------- | -------------- | -------------- | -------------- |
| 1992 | «Would?»         | 31                         | —                 | 17             | —              | 33             | 19             |
| 1992 | «Them Bones»     | 24                         | 30                | —              | 22             | —              | 26             |
| 1993 | «Angry Chair»    | 34                         | 27                | —              | 28             | —              | 33             |
| 1993 | «Rooster»        | 7                          | —                 | —              | —              | —              | —              |
| 1993 | «Down in a Hole» | 10                         | —                 | —              | 29             | —              | 36             |

Сертификации альбома

| Регион | Сертификация  | Продажи    |
| --- | ------------- | ---------- |
| Канада (Music Canada) | Платиновый    | 100 000^   |
| Великобритания (BPI) | Золотой       | 100 000^   |
| США (RIAA) | 4× Платиновый | 4 000 000^ |
| * Данные о продажах приведены только на основе сертификации. ^ Данные о тиражах приведены только на основе сертификации. |               |            |